# Dobrowoda (powiat białostocki)
Dobrowoda – wieś w Polsce położona w województwie podlaskim, w powiecie białostockim, w gminie Turośń Kościelna.
W latach 1975–1998 miejscowość należała administracyjnie do województwa białostockiego.
Wierni kościoła rzymskokatolickiego należą do parafii Świętej Trójcy w Turośni Kościelnej.